# Expulsions dans la Mainzer Straße

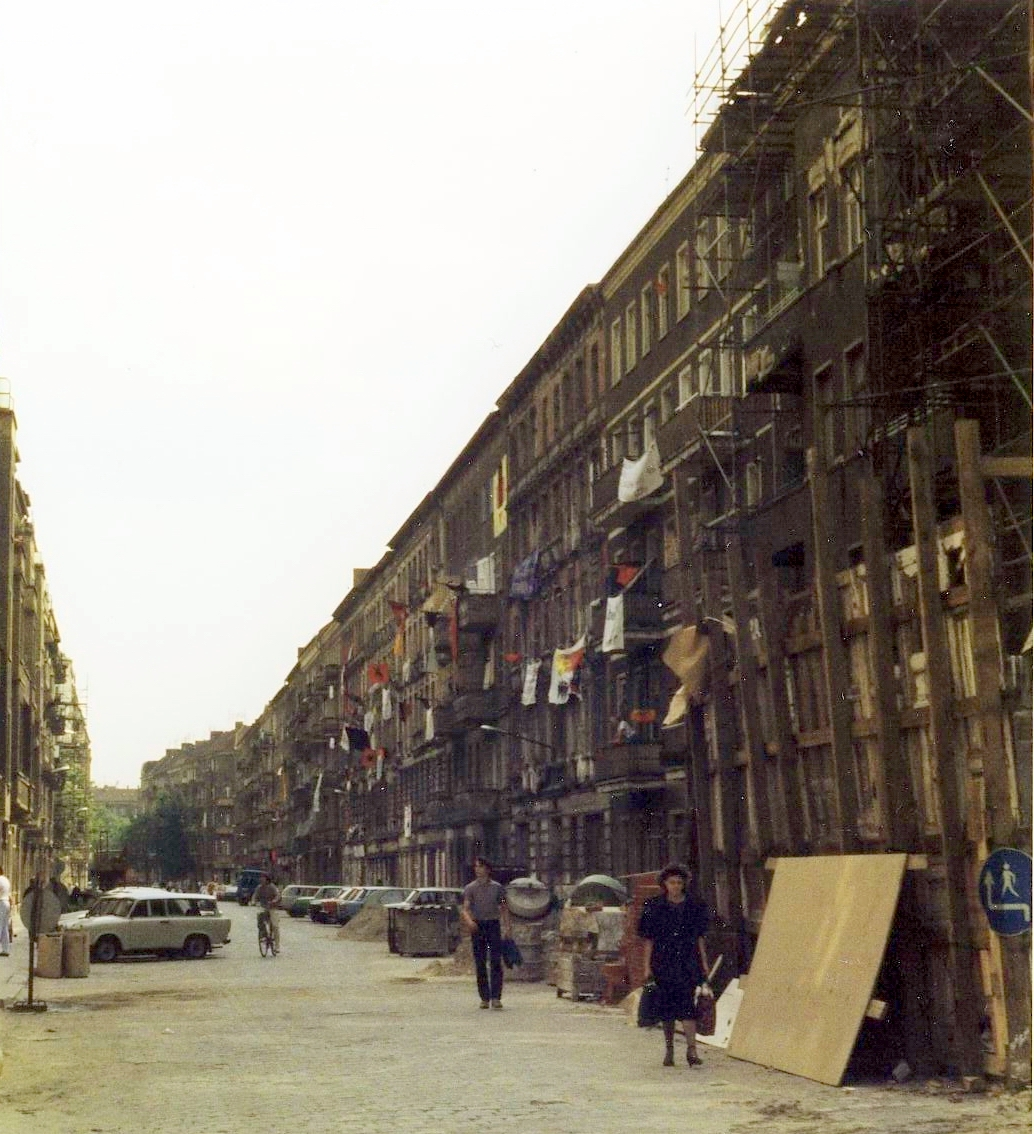
Les squats dans la rue de Mayence le 1 juin 1990.

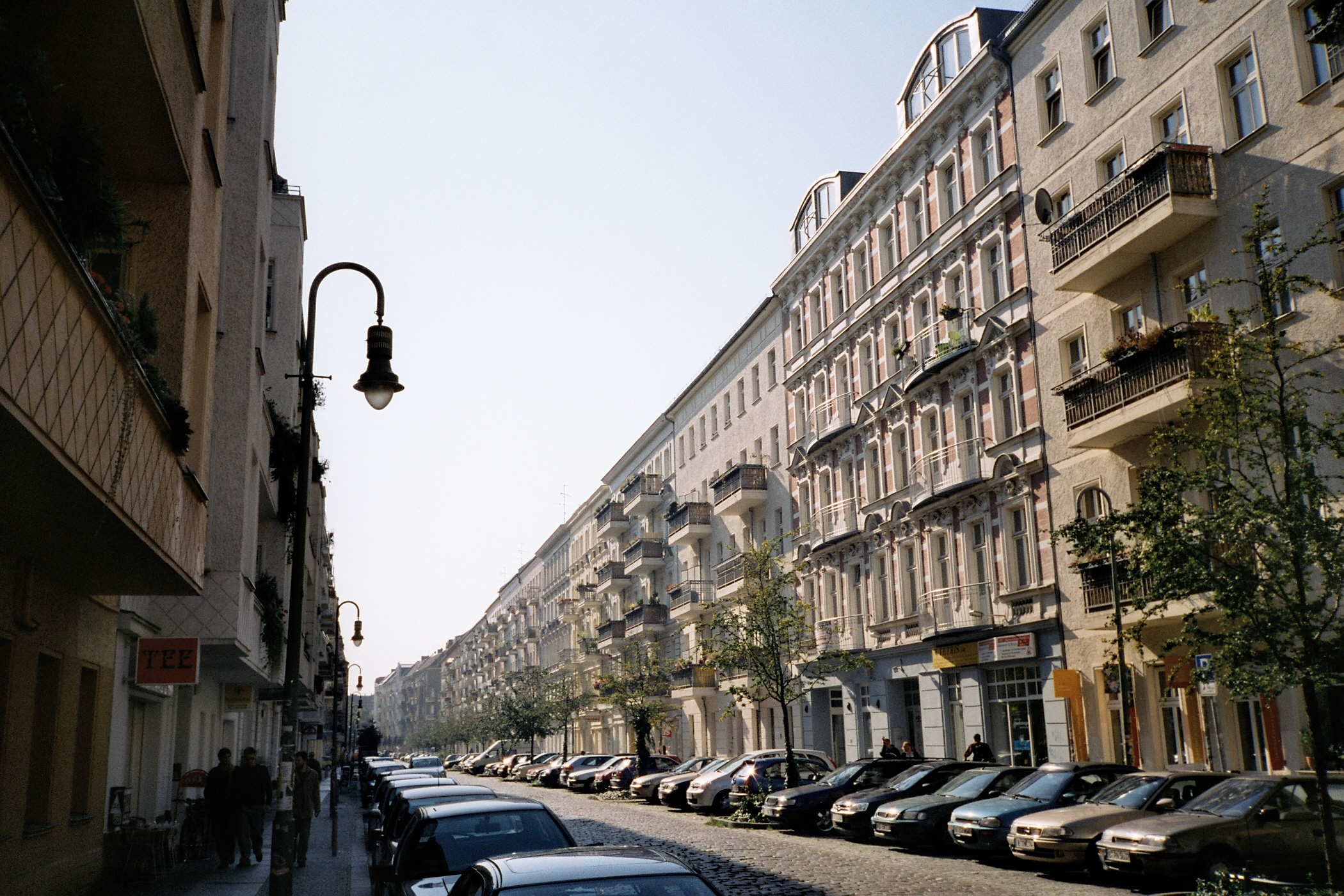
La même rue le 8 février 2006.

La série d'expulsions dans la Mainzer Straße (rue de Mayence) à Berlin-Friedrichshain en Allemagne a été conduite par les forces de l'ordre le 14 novembre 1990 pour déloger des centaines de squatteurs occupant 13 immeubles le long de la rue. Elle a fait date par l'ampleur des manifestations voire des émeutes qui en ont résulté, par l'importance numérique des agents de police et du SEK en opération et par les répercussions politiques et politiciennes de ces évènements.

## Situation
La Mainzer Straße ou rue de Mayence fait partie du Boxhagener Kiez dans le quartier de Friedrichshain de l'arrondissement de Friedrichshain-Kreuzberg à Berlin en Allemagne. Comme la totalité de Friedrichshain, elle était située à Berlin-Est pendant la partition de la capitale allemande.
Elle fait seulement 300 mètres de long, entre Frankfurter Allee au nord et Boxhagener Straße au sud. La Scharnweber Straße y aboutit par l'est. Il ne faut pas confondre la rue de mayence de Berlin-Friedrichshain avec les rues éponymes à Berlin-Neukölln et à Berlin-Wilmersdorf.
Les immeubles sur la rue ont été construits selon les plans de James Hobrecht à la fin du XIXe siècle. La plupart des immeubles ont été épargnés par les bombes pendant la Seconde Guerre mondiale et certains (no 15–19) conservent leur aspect de cités-casernes de style néo-Renaissance prévues pour les ouvriers. Bien que le gouvernement de RDA ait prévu de les démolir pour les remplacer par des Plattenbaus, le projet fut abandonné le 29 novembre 1989 sous la présidence de Hans Modrow.

## Historique

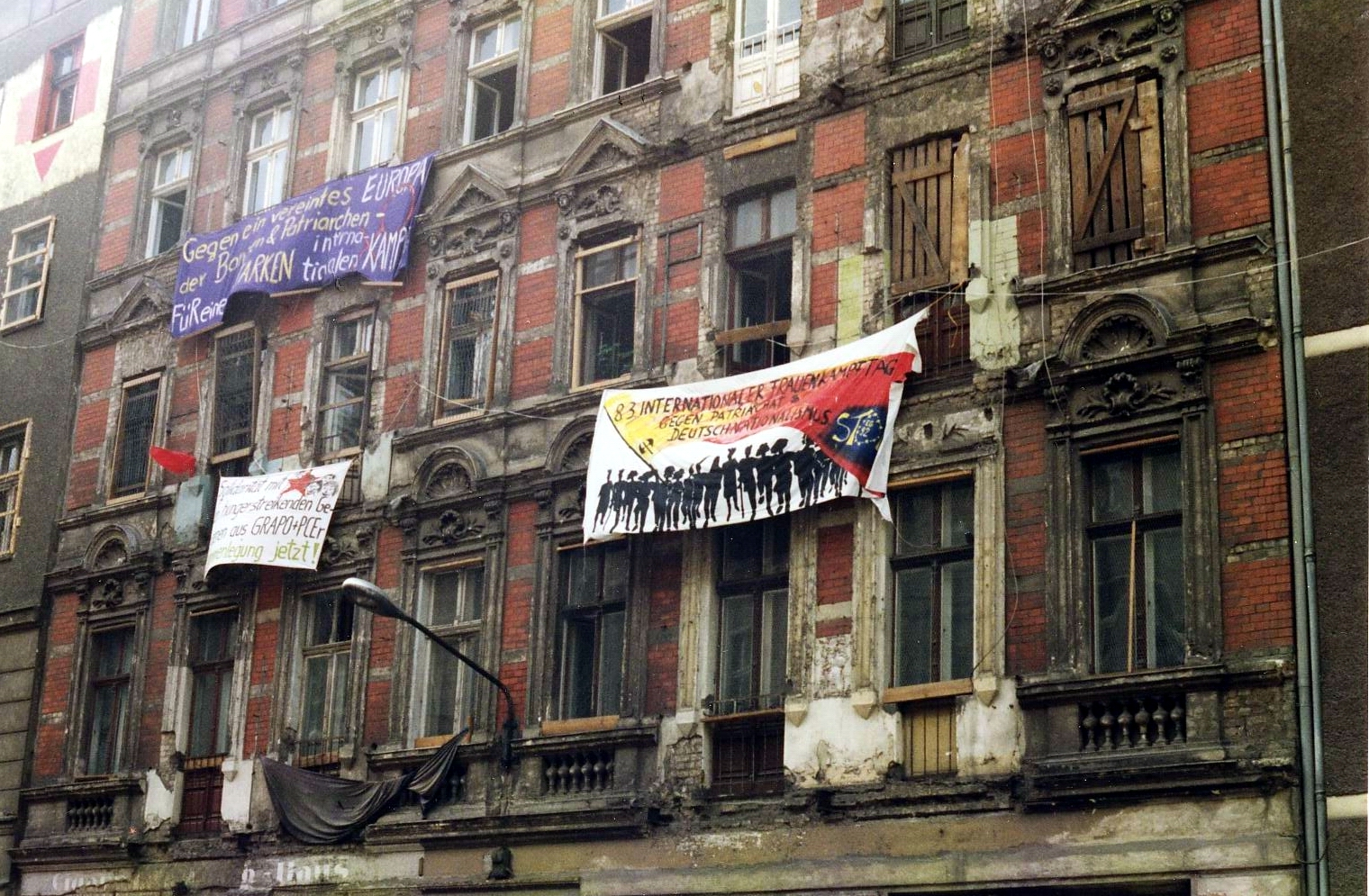
Un squat de la rue de Mayence le 3 juin 1990.

Après la chute du Mur, de nombreux Kreuzbergers sont venus squatter des immeubles vacants de l'ancien Berlin-Est. Après un appel du collectif évangélique et socialiste Kirche von Unten (« L'Église d'en bas ») dans le magazine Interim le 29 avril 1990, 13 des 28 immeubles de la rue sont investis par des squatteurs du mouvement à tendance autonome. La rue de Mayence s'est alors développée comme le centre névralgique de la scène alternative est-berlinoise et comme un symbole du mouvement des squatteurs en Allemagne. Les squatteurs ne considéraient la rue de Mayence non plus seulement comme un lieu d'épanouissement personnel, mais comme un lieu de confrontation contre l'autorité étatique et comme un symbole d'une auto-détermination politique Die Tendenz, besetzte Häuser nicht mehr nur als Freiraum zur Selbstverwicklichung anzusehen, sondern auch als Orte der Konfrontation mit staatlichen Behörden und als Symbole einer politischen Selbstverortung.. De nombreux collectifs y ont vu le jour, le plus célèbre d'entre eux étant sans doute la Tuntenhaus (« maison des tapettes ») au no 4 de la rue qui a ensuite déménagé dans la Kastanienallee. Avec la Maison des femmes attenante, la Tuntenhaus était un des centres LGBTI les plus connus de la ville.
Depuis le décret « Ligne berlinoise de la raison » signé en 1981 par le bourgmestre-gouverneur de Berlin-Ouest Hans-Jochen Vogel, les squats peuvent être évacués par la force 24 heures après que l'ordre d'expulsion ait été rendu public. Après que 600 agents de police eurent évacué en l'espace d'une heure le squat situé dans la Pfarrstraße 112 voisine le 10 novembre 1990, une cinquantaine de squatteurs de la Mainzer Straße ont manifesté dans la Frankfurter Allee et se sont ensuite repliés dans la Mainzer Straße en érigeant des barricades pour défendre la rue des forces de l'ordre.

## L'opération d'évacuation
Le soir du 14, entre 3 000 et 4 000 policiers donnent l'assaut pour évacuer les 500 à 600 squatteurs et sympathisants qui se trouvaient dans la rue. La police berlinoise a reçu les renforts de la police de Rhénanie-du-Nord-Westphalie (1200 agents) et de la police de Basse-Saxe (300 agents) pour mener à bien l'opération. Deux hélicoptères survolaient la zone et plusieurs unités du SEK ont été hélitreuillées sur les toits. Ils devaient combattre sur deux fronts car une foule de 1500 manifestants s'était rassemblée sur la Frankfurter Allee. 70 agents de police furent blessés et 417 personnes furent placées en garde-à-vue. Il s'agissait d'une des plus grandes opérations policières depuis la Seconde Guerre mondiale en Allemagne.
10 000 manifestants se rassemblèrent le jour suivant pour marquer leur désaccord.

## Répercussions politiques
Après les évacuations, la rue de Mayence était fortement saccagée. Les sénatrices Anne Klein, Michaele Schreyer et Sybille Volkholz démissionnent. Le 16 novembre 1990, Renate Künast, la présidente du groupe parlementaire régional des écologistes, annonce le retrait de la Liste Alternative (AL) de la coalition rouge-verte. Künast reproche au SPD d'avoir « provoqué une nouvelle vague de violence » dès les premières expulsions du 12 novembre. Le SPD a souligné que l'occupation de la Pfarrstraße 110, 112 et de la Cotheniusstraße 16 s'est produite après la mise en application de la loi « Ligne de raison », que les écologistes avaient voté. Künast a aussi déclaré que la Liste Alternative n'a été « ni informée ni consultée » avant l'opération de police et qu'Erich Pätzold du SPD avait ignoré les tentatives de médiation des députés de l'AL.

## Dans la musique
- Le titre Mainzer Straße dans l'album Fasching in Bonn du groupe punk Dritte Wahl
- Le titre Mainzerstraßenlied du groupe Quetschenpaua